# Луций Кальпурний Бестия (консул 111 года до н. э.)
Лу́ций Кальпу́рний Бе́стия (лат. Lucius Calpurnius Bestia; родился, предположительно, около 154 года до н. э. — умер после 109 года до н. э.) — древнеримский военачальник и политический деятель из плебейского рода Кальпурниев, консул 111 года до н. э. Командовал армией в начале Югуртинской войны. Из-за слишком мягких условий заключённого им мира с Нумидией был привлечён к суду и изгнан.

## Происхождение
Луций Кальпурний происходил из плебейского рода Кальпурниев, представители которого считали своим предком Кальпа — мифического сына второго царя Рима Нумы Помпилия (к Нуме возводили свои родословные также патриции Эмилии, плебеи Пинарии и Помпонии). Наиболее знатной была ветвь Пизонов, возвысившаяся до консулата в первой половине II века до н. э.

## Биография
Рождение Луция Кальпурния, учитывая дату его консулата, исследователи датируют 154 годом до н. э. Первое упоминание о Бестии в сохранившихся источниках относится к 120 году до н. э., когда он занимал должность народного трибуна. В этом качестве он выдвинул законопроект о возвращении в Рим Публия Попиллия Лената, вынужденного уйти в изгнание двумя годами ранее под давлением Гая Семпрония Гракха. Эта инициатива стала законом.
Не позже 114 года до н. э., учитывая дату консулата и требования закона Виллия, установившего минимальные временные интервалы между курульными магистратурами, Луций Кальпурний должен был занимать должность претора. В 111 году до н. э. он стал консулом совместно с патрицием Публием Корнелием Сципионом Назикой Серапионом. Именно тогда Рим объявил войну царю Нумидии Югурте; по результатам жеребьёвки командование в этой войне выпало Бестии.
Луций Кальпурний сделал своими легатами нескольких видных политиков, включая консуляра Марка Эмилия Скавра, и через Регий и Сицилию переправился в Африку. Начало войны было удачным: римляне заняли ряд городов, захватили множество пленных, заключили союз с большим городом Лептис. Вскоре Бестия заключил с Югуртой мир на вполне приемлемых для последнего условиях. Царь должен был выплатить контрибуцию и передать 30 боевых слонов. После этого Луций Кальпурний отправился в Рим, чтобы провести очередные выборы магистратов, но выяснилось, что общественное мнение настроено против него. Народный трибун Гай Меммий прямо обвинил консула и его легатов в том, что они взяли у Югурты большую взятку. Царя вызвали в Рим, чтобы взять у него показания, но ещё один трибун, Гай Бебий, запретил ему отвечать на вопросы.
Сенат отказался ратифицировать заключённый Бестией договор, так что в следующем году войну продолжил один из новых консулов. А в 109 году до н. э., согласно Lex Mamilia, началось расследование деятельности целого ряда римских политиков, вовлечённых в нумидийские дела. Луций Кальпурний был привлечён к суду и, предположительно, приговорён к изгнанию, хотя в его защиту высказался Марк Эмилий Скавр.
Нобиль по имени Бестия упоминается в источниках в связи с событиями 90 года до н. э. Тогда союзники восстали против Рима, и народный трибун Квинт Варий Север добился принятия закона, по которому подлежали суду за «оскорбление величия римского народа» все, кто подталкивал италиков, словом или делом, к этому шагу. На какое-то время судебная система Республики сосредоточилась на процессах такого рода. В числе приговорённых к изгнанию оказался и Бестия. Возможно, что это был консул 111 года до н. э., который, таким образом, смог вернуться на родину в предыдущие годы. Впрочем, по мнению некоторых учёных, это — маловероятно, поскольку в сохранившихся источниках не упоминается о восстановлении в правах тех, кто был осуждён на основании Lex Mamilia; поэтому, должно быть, изгнанником был другой Бестия, который бежал из Рима в 90 году.

## Потомки
Предположительно, дочерью Луция была Кальпурния, ставшая женой Публия Антистия и матерью первой жены Гнея Помпея Великого. Сыном консула 111 года до н. э. и, следовательно, братом Кальпурнии, согласно В. Друману, мог быть один из «видных сенаторов», который в 90 году до н. э., «не дождавшись вызова в суд, удалился в изгнание, чтобы не отдаться в руки противников».

## Оценки
Гай Саллюстий Крисп называет Луция Кальпурния обладателем целого ряда достоинств: острого ума, «выносливости в трудах», предусмотрительности, компетентности в военных вопросах и умения противостоять опасностям. «Человеком решительным и не лишённым дара речи» называет Бестию Марк Туллий Цицерон. Но, по мнению Саллюстия, «над всеми этими достоинствами брала верх алчность», которая и определила поведение Бестии в Югуртинской войне. О принятой Луцием взятке пишет и Луций Анней Флор. Эпитоматор Тита Ливия пишет, что договор с царём был заключён «вопреки сенату и народу» . В то же время Цицерон называет закон Мамилия, на основании которого был осуждён Бестия, «возмутительным», а людей, принимавших решение, — «гракховскими судьями».
В историографии существует мнение, что Саллюстий и зависимые от него античные авторы слишком сгущают краски: условия договора с Югуртой могли быть вполне приемлемыми для Рима, а Бестия мог быть не коррупционером, а представителем «партии мира», стремившейся покончить с нумидийским конфликтом накануне крайне опасного для Рима столкновения с германцами.